# プルーの犬日記
『プルーの犬日記』（プルーのいぬにっき）は、真島ヒロによる日本の漫画作品。月刊漫画雑誌『コミックボンボン』（講談社）の2002年6月号より連載開始され、2007年5月号で完結。全60話であり、そのうち57話が単行本化されている。真島が『週刊少年マガジン』（講談社）に連載していた『RAVE』（1999年 - 2005年）に登場するプルーを中心に、リンゴ村に住むおかしな人々とその生活を描く。略称は「プル犬」。

## 登場人物

### 主要人物
プルー
本作の主人公。同作家の作品にスターシステムで登場する（連載作品『RAVE』や『FAIRY TAIL』にも登場）。
リンゴ村の西にあるすりおろしの森で謎の植物（?）に食べられかけていたところを紙に助けられて以降、紙の飼い犬として、リンゴ村で暮らし始める。
紙
紙だが、プルーを助けたことから友達にして飼い主となる。
リンゴ村の中では常識的な考えを持っており、次々と登場する謎のキャラクターたちに対して、もっぱらツッコミを入れている。
第1話でロージーに上部を破かれてしまい、第2話からはその部分をテープで止めている。第13話でゴールデンリンゴ賞の授賞式へ行く際に一度元に戻ったが、またロージーに破かれてしまう。その後も、たびたび破かれている。
ロージー
毛虫だが、毛は頭に一本生えているもののみ。リンゴ村の住人たちからは意地悪・傲慢・ワガママと迷惑がられている。周りに人のいないところで、オペラ風の歌を歌うことが趣味。賞金目的で漫画を描いていたことがあるが、絵は非常に下手クソ。作者曰く、事実上の主役。
何故か、プルーを瓶に入れたがっており、毎回、瓶を持ってはプルーを追いかけ回している。
本作では、とにかく嫌われまくっている役であるが、本作同様その目立ちたがりぶりが幸いしてか、『RAVE』『FAIRY TAIL』『MONSTER SOUL』の全ての作品で何かしらの形でどこかに必ず出演している。
おばばば様
リンゴ村の長で、老婆の姿をした死後200年の幽霊。
おしつけがましい性格で、何かと理由をつけてはプルーや紙たちをおつかいや掃除などにこき使っている。普段は鏡餅を重ねたような髪型だが、ゴールデンリンゴ賞の授賞式の際は髪全体をブローする。若い頃はかなりの美人だった。
第38話で突然若返った際、自らの過去をプルーたちに語って聞かせるが、死因を語り終えた後、現在の姿に戻った。
『FAIRY TAIL』からハッピーがゲスト出演したときには「けしからん!」と追い出しているが、『FAIRY TAIL』ではおばばば様自身をモデルとしたオーバ・ババサーマというキャラクターが登場。当初は定例会に参加している老いたギルドマスターたちに混じって一コマだけ出演だったが、「蛇姫の鱗」のマスターとして大魔闘演武などで登場している。『RAVE』の扉ページにもロージーの人形を売る行商として扉ページに出演していた。
民子
第4話よりロージーの飼い猫として登場した猫。読者投票により、名前が決定された（それまでの表記は「ねこ」）登場当初は「にゃー」しか喋れなかったが、第16話より他の言葉も喋れるようになった。金儲けのために様々な作戦を編み出している。
第31話では主人公を務め、シンデレラのたみデレラとなる。
『RAVE』の番外編である『プルーの特攻日記』に登場したリサがモチーフ。
『FAIRY TAIL』ではガジル・レッドフォックスがパートナー猫を探していた際にゲスト出演している。

### リンゴ村
鈴木マン
段ボール箱におじさんの顔とサラリーマンの体が付いている。いつもピョンピョン飛び跳ねている。嘘をついてプルーをなんとか自分の犬にしようとするが、失敗。好物は餃子。
サナエちゃん
ブドウ山に住む画家。カサカサと横にしか歩けない。髪の毛を絵筆のように操り絵を描くのだが、たいていは人の作品を自分の作品として展示しているため、本当に天才画家なのかどうかは定かではない。
ロケットおじさん
毎年“ロケットおじさんの日”になると、宇宙に旅立とうとしているが、いつも失敗している。しかし、村のみんなは打ち上げ成功を祈っており、この日になると広場に集まってロケットおじさんの発射を見守っている。
月星人
かくぎり広場に落ちてきた、月から来た宇宙人。ネガティブ思考が強く、何かとすぐにいじけている。地球に来た理由は、パイナップルタウンの秘密の組織につかまって実験されるため。
ひまわりじいさん
ひまわりに老人の顔が着いている。天気予報が趣味。当たることもあれば当たらないこともある。
おしらせ虫
本名は「田中」。村のみんなにニュースを伝えたり、ゴールデンリンゴ賞の司会を務めていたりする。
ニコルソン
クマのような風貌。鳴き声は「デュフデュフ」直立したまま、地面を滑るようにして高速で移動する。ロージーからは「クマ三郎」と呼ばれる。弱点は炎。
殿
鎧兜を付けている。バナナが大好物。何かを食べると、すぐに転ぶ。エビを食べると「やらやら（もともとは驚いたり、感動したときに発する語）」する。モデルは真島ヒロのアシスタント・中村幸司郎。
カッパ
カッパ沼に住んでいる。語尾にいつも「〜ケロ」をつけてしゃべる。寂しがり屋で、誰かの気を引くために小さな意地悪を繰り返していた。武器はキュウリ剣。モデルは真島ヒロのアシスタント・千田純生。
エド
謎の鳥キャラクター。ハトになるため、ユニコーンの角を求めてカキ島からリンゴ村へやってきた。モデルは真島ヒロの元アシスタントで、現在マガジンで「ヤンキーくんとメガネちゃん」を連載している漫画家の吉河美希。
ユニコーン
リンゴ村のすりおろしの森に住む動物。二足歩行する馬の体に、巨大な馬の頭がついている。その角には変身作用がある。
☆ロック
「犬つぶし会」の会長。「犬ペタ」と称し、犬の顔や体をつぶすのが得意。犬以外にも、民子やロージーもつぶしている。モデルは真島ヒロの元アシスタント・マンガ☆ロック。
ローブロー
☆ロックの愛犬。鳴き声は「ブロー」犬ペタのデモンストレーション用。
メカロージー
ロージーが開発したプルーを瓶に入れるためのロボット。しゃべったりデュエットすることもできるが、民子がしゃべり始めたことに村人の興味が集まり、誰にも注目されず、プルーに食べられてしまった哀れなロボット。作者によると大気圏まで行けるらしい。
Dr.パンダ
ドクターっぽい人。医者であるのに、いつも風邪をひいている。
パパロージー
ロージーの父親。外見はロージーにそっくり（ロージーの顔に髭を描いただけ）マッスォル学校の校長先生をしている。
サンタクロース
クリスマスの日にデートの予定を入れてしまったサンタ。何とか代役を立てようと、プルー、紙、ロージー、民子を利用する。代役はプルーに決まったものの当日にロージーに横取りされた上、代役サンタは失敗に終わっている。
マタンゴ
リンゴ村の外れの一番大きな森・フジの森に住むおばけキノコ。体のどこかに「万病に効く薬」が隠されているらしいが、実は正体は毒キノコ。
ドーサン警部
特別編『名探偵ロージー 消えたダイヤモンドキャンディ』に登場する警部。
ルーパン
特別編『名探偵ロージー 消えたダイヤモンドキャンディ』に登場する泥棒。サングラス・マスク・ニット帽・黒タイツと如何にもな姿をしている。出来心からダイヤモンドキャンディを盗んでしまうが、予想外の展開にしたいロージーに頭を殴られて気絶させられ、ダイヤモンドキャンディを奪われる。ロージーが新たな泥棒になったことで解放された。その正体は殿だが、村の皆には気づかれなかった。

### その他の人物
水神様
200年前のリンゴ村に日照りが続いた際に現れた龍型の神。当時のおばばば様を生贄に捧げることを条件に雨を降らせようとするが、それを阻もうとした若者の剣が不運にもおばばば様に刺さり、命を奪ってしまう。そのことに水神様も唖然としながらも、雨を降らせた。
剣の男
200年前、水神様からおばばば様を守るために立ち上がった若者。本名不明。手からすっぽ抜けた剣がおばばば様の頭に刺さり、おばばば様を守るどころか命を奪ってしまう。以降、幽霊になったおばばば様に毎晩枕元に立たれるようになった。
ダンディハリケーン
人々をダンディズムの嵐に巻き込む謎の人物。彼が通り過ぎたあとは、みんなダンディな顔になってしまう。彼が現れる日は、天気予報によって知らされるらしい。
食仙人
満足する料理を食べさせてくれた相手には、この世で一番美味いと言われる仙人納豆を食べさせてくれる仙人。長い舌だけで立つことができる。仙人納豆は鼻から出る。
ボーズ
和太鼓に熱い情熱を注ぐ粋な男。丸刈りそり込み（前頭部には「男」という文字のそり込みも）サングラス、ふんどし一丁の姿で太鼓を叩く。しかしまだ和太鼓を初めて3か月しか経っていない。モデルは作者の現在のアシスタント。
天使
おじさんの顔をした天使。なぜか腰の部分に羽が生えている。紙の願いをかなえるために紙の家にやってきた。とてもうさんくさい。

### 他作品からのゲスト
プリン軍団
『RAVE』のキャラクター。第29話に登場。特に意味もなく町の人々やかわいい動物たちを濃い顔に変えてしまう。原典同様にプルーと対決。
オニオン
『MONSTER SOUL』のキャラクター。第33話に登場。節分の日に、豆をぶつけてもらうためにリンゴ村へやってきた。登場したのは、こちらが先で、『MONSTER SOUL』に登場するジョバとは別人である。
グリフ / グリフォン 加藤（グリフォン かとう）
『RAVE』のキャラクター。特別編第2弾に登場。プルーの召使いだが、ワトソン（紙）からは「逆じゃないの？」と不思議がられた。
大臣
読みきり作品『FAIRY TALE』のキャラクター。通りすがりにさり気なく喋って、去っていく大臣。「ドゥルッドゥー」が口癖。モブとしては『RAVE』と『FAIRY TAIL』にも彼らしき人物が見受けられる。
ルビー
『RAVE』のキャラクター。第44話に登場。リンゴ村に新しく作られたカジノ「ゴールドレイク」のオーナー。プルーたちに「ゴールドレイク」を壊されてしまう。
ボニー
『RAVE』のキャラクター。第44話に登場。ルビーのカジノでオーナー助手となっている喋るヒトデ。
ジュリア
『RAVE』のキャラクター。第44話に登場。原典最終回同様、ルビーのカジノでバニーガールとして働いている。
ハッピー
『FAIRY TAIL』のキャラクター。第52話に登場。リンゴ村の民子らと親しくなるが、「この漫画のキャラではない」として、おばばば様によって追い出される。
ココナ
読みきり作品『COCONA』のキャラクター。第26話に登場。ケットと共に海水浴に来ている。
ケット
読みきり作品『COCONA』のキャラクター。第26話に登場。ココナと共に海水浴に来ている。
タンチモ
『RAVE』のキャラクター。第27話に登場。動物園の動物の一頭。
エリー
『RAVE』のキャラクター。民子の絵として登場。

## アイテム
犬免許
これをもっていないと、犬を飼うことができない。無免許で犬を飼うと懲役3時間の刑に処される。イチゴ町で試験をうけることができる。
猫免許
ロージーが民子を連れて犬免許試験に行った際取得したもの。
リアルマツタケ
マツタケに非常によく似たキノコ。食べると顔だけがリアルになってしまう。
「さすが」チェッカー
誰がどれだけ「さすが」かが数値によってわかる機械。なんの役に立つのかは不明。
変身大百科
リンゴ村で流行した本。秘密の呪文が載っており、それを覚えると何かに変身することができる。プルーだけはなぜか変身できなかった。
リアル光線銃
ロージーが通販で買ったもの。リアル光線が発射できる。この光線に当たると漫画タッチの絵からリアルなタッチに変えられてしまう。

## 用語
りんご雨
リンゴジュースが雨のように降る現象。とてもおいしいらしい。
唐辛子雨
唐辛子の汁が雨のように降る現象。ひまわりじいさんは、りんご雨と唐辛子雨の予報を間違えたため、ロージーはひどい目にあう。
写真コンテスト
リンゴ村で行われた、面白い写真のコンテスト。優勝者は大きなパネルで写真が貼り出される。優勝すると10万ゴールドがもらえる。
ゴールデンリンゴ賞
1年間の活躍に応じて、リンゴ村の人々に様々な賞を与えるお祭り。受賞者にはリンゴ型のトロフィーが与えられる。グランプリに選ばれると“1年間リンゴ村での食事タダ券”がもらえる。
歴代ゴールデンリンゴ賞受賞者
1周年
“飛び跳ねすぎで賞”…鈴木マン
“人使いあらいで賞”…おばばば様
“宇宙人で賞”…月星人
“実は悪い人で賞”…民子
“凶暴で賞”…ニコルソン（クマ三郎）
“変な人で賞”…殿
“グランプリ”…紙&プルー
“一人の時にオペラを歌うのはやめてほしいで賞”…ロージー
2周年
“グランプリ”…パパロージー
※プルー、紙、ロージーは遅刻したため受賞ならず
3周年
“グランプリ”…へろへろくん
4周年
“男で賞”…ボーズ
“実は昔は美人だったで賞”…おばばば様
“あなた誰で賞”…ロージーが花の種を植えたときに生えてきた謎の人物
“友情出演で賞”…ルビー
“仙人で賞”…食仙人
“グランプリ”…真島ヒロ
マッスォル学校
筋肉ムキムキになりたい人々が通う学校。生徒・先生たちは語尾に「マッスォル」をつけてしゃべる。授業中に私語をした生徒は、マッスォルポーズで立たされる。

## 豆知識
連載3周年のゴールデンリンゴ賞を受賞したのは、この作品のキャラクターではなく、当時連載10周年を記念して同雑誌に連載されているへろへろくんに贈られた。
プルーがリアル光線銃で変身させられた際、プルーの顔だけはがリアルになることはなく、なぜか玉越博幸タッチの顔（玉越博幸本人が描いたのか、真島ヒロが描いたものかは不明）になってしまった。
連載5周年のゴールデンリンゴ賞では唐突に最終回発表がなされた。

## サブタイトル
1. 村に犬（?）がやってきた!
2. しつけはおばばば様におまかせを
3. プルー、番犬になる
4. 犬免許
5. プルーは天才画家!?
6. 宇宙へ…
7. 月星人あらわれる!!
8. プルーとロージーとビンの中
9. りんご雨
10. 紙よサラバ
11. ロージーの写真コンテスト
12. カッパ
13. 1周年!!ゴールデンリンゴ賞!!
14. ハトになろう!
15. 犬ペタRock!
16. メカロージー
17. マツタケをとりに行こう!!
18. 毛の日
19. プルーは本当の犬ですか?
20. 今日は学校に行きマッスォル!
21. すげぇよ!さすがチェッカー
22. グリフ童話
23. ビックリタマゴ
24. 変身音頭でよよいのよい
25. 2周年!! ゴールデンリンゴ賞
26. 海といったら
27. わくわく動物パーク
28. 決戦!! エイリアン!!
29. プルーの犬伝説
30. マンガ家デビューだ!!!
31. グリフ童話2〜たみデレラ編〜
32. プルー ビフォア クリスマス
33. まめ。
34. マタンゴォッ!!!
35. かぜひいちゃった!
36. 好き好きロージー大作戦
37. 祝3周年 ゴールデンリンゴ賞
38. おばばば様の秘密
39. マッスォルマッスォル!!
40. ダンディーな風に気をつけろ
41. 食仙人あらわる!!
42. お花を咲かせましょう!!
43. ロージーなが〜〜〜い!!
44. カジノをぶっとばせ!!
45. ブラックボスを釣りあげろ!!
46. プルー ソウル
47. 恐怖…リアル光線!!
48. 男は太鼓でドドンガドン
49. 祝4周年 ゴールデンリンゴ賞
50. ひとりぼっちのプルー（この回のみ漫画では無く絵本のような進め方になる）
51. 暑い日の話
52. FAIRY TAIL
53. がんばれ赤組
54. ぺ天使
55. 紙マン参上!!!
56. スーパーモデル・ロージー
57. {\displaystyle {1 \over 24}}

第58話から最終話である第60話はサブタイトルが無い。
特別おまけマンガ!『おばばば様のRAVE日記』（単行本第1巻収録）
特別編 名探偵ロージー 〜消えたダイヤモンドキャンディ〜（単行本第2巻収録）

## 単行本
1. ISBN 4-06-323999-3 発売日:2004年4月16日
2. ISBN 4-06-332026-X 発売日:2005年7月15日
3. ISBN 978-4-06-332068-8 発売日:2007年2月16日